# 아카사카촌 (오사카부)
아카사카촌(일본어: 赤阪村)은 일본 오사카부 미나미카와치군에 설치되었던 촌이다. 현재의 지하야아카사카촌 북부에 해당한다.

## 역사
- 1889년 4월 1일 - 정촌제 시행에 의해 이시카와군 아카사카촌이 성립하였다.
- 1896년 4월 1일 - 군 통합에 의해 미나미카와치군이 성립하였다.
- 1956년 9월 30일 - 지하야촌과 합병해 지하야아카사카촌이 성립하여, 동일 아카사카촌은 폐지되었다.

## 참고문헌
- 角川日本地名大辞典 27 大阪府